# Micropora selknami
Micropora selknami är en mossdjursart som beskrevs av Moyano 1994. Micropora selknami ingår i släktet Micropora och familjen Microporidae. Inga underarter finns listade i Catalogue of Life.